# Sport und salon
Sport & salon fue una revista de deporte y sociedad publicada en Viena desde 1900 hasta diciembre de 1918, poco después del colapso del Imperio austrohúngaro.

## Historia
El primer número de la revista se publicó en 1878. La revista finalizó la publicación en diciembre de 1918.

## Descripción
En enero de 1900 contaba con las siguientes secciones:
- Corte y Sociedad (Hof und gesellschaft).
- Milicia y marina (Militär und Marine).
- Crónica teatral (Theater chronic).
- Música (Musik)
- Literatura (literatur)
- Kunst (Arte)
- Charla de moda (Modeplauderei)
- Deportes (Sportliche rundschau)
- Carreras de caballos (Rennen)
- Caza (Jagd)